# Pfarrkirche Schäffern

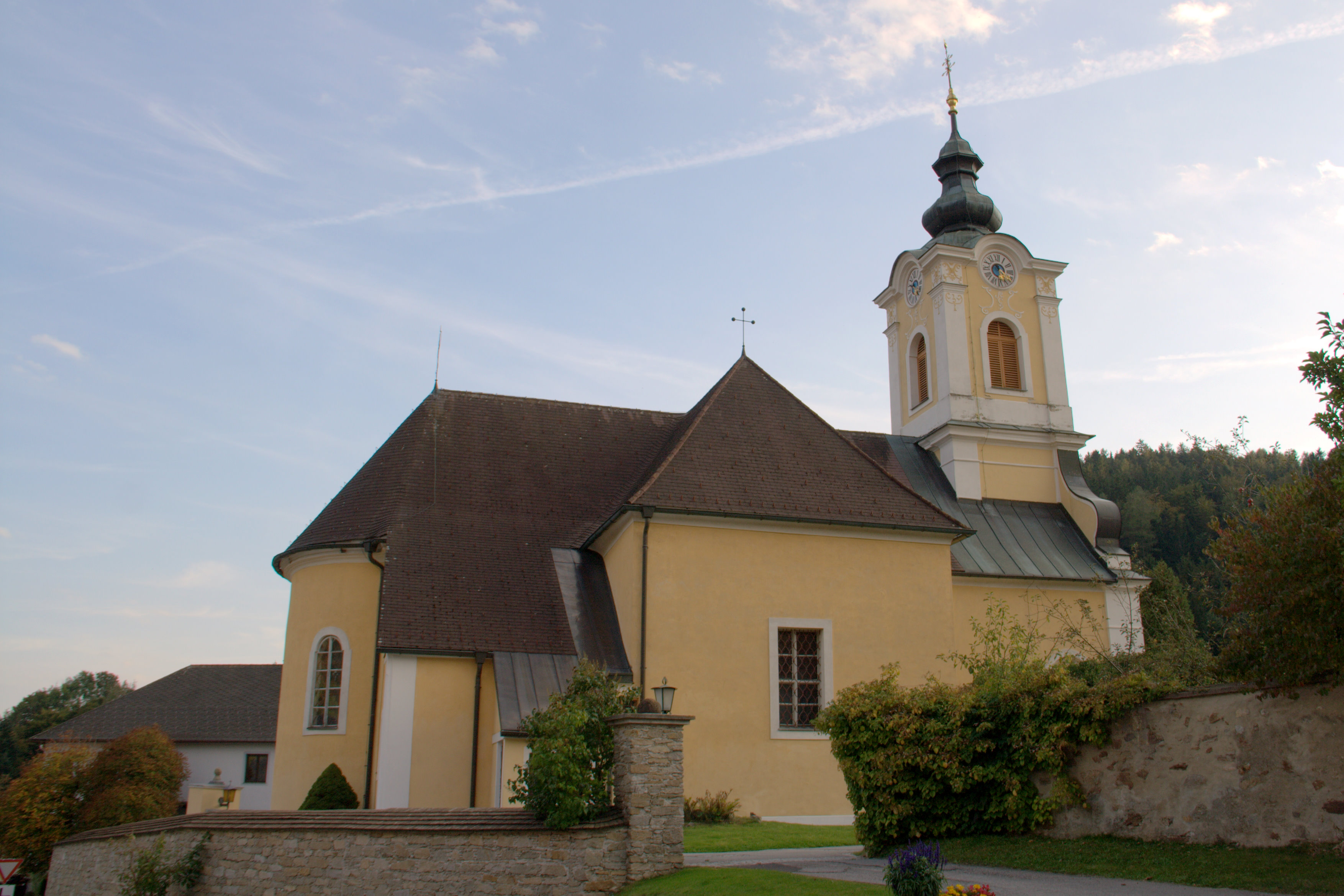
Katholische Pfarrkirche Hll. Peter und Paul in Schäffern

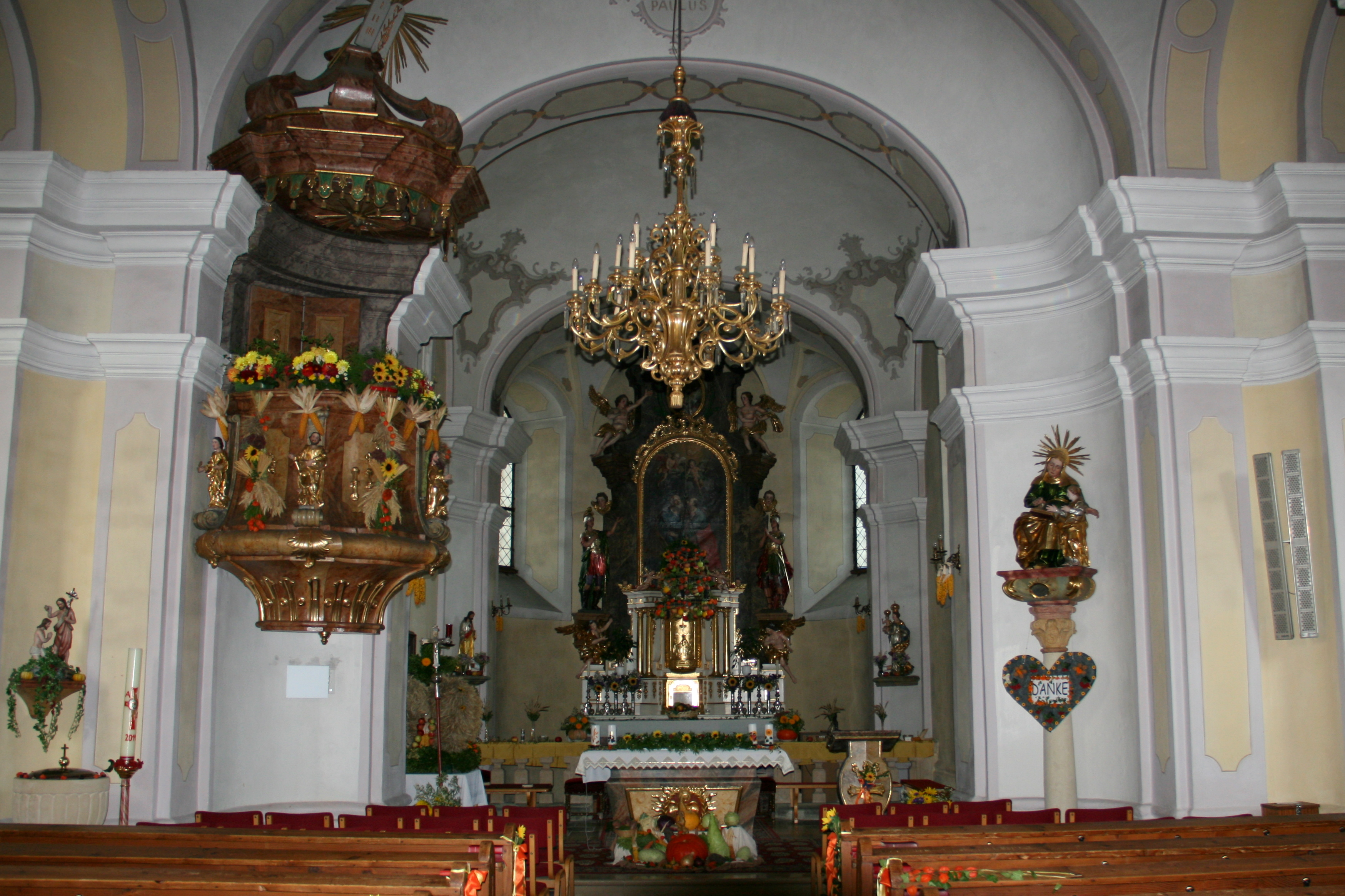
Im Langhaus zum Chor

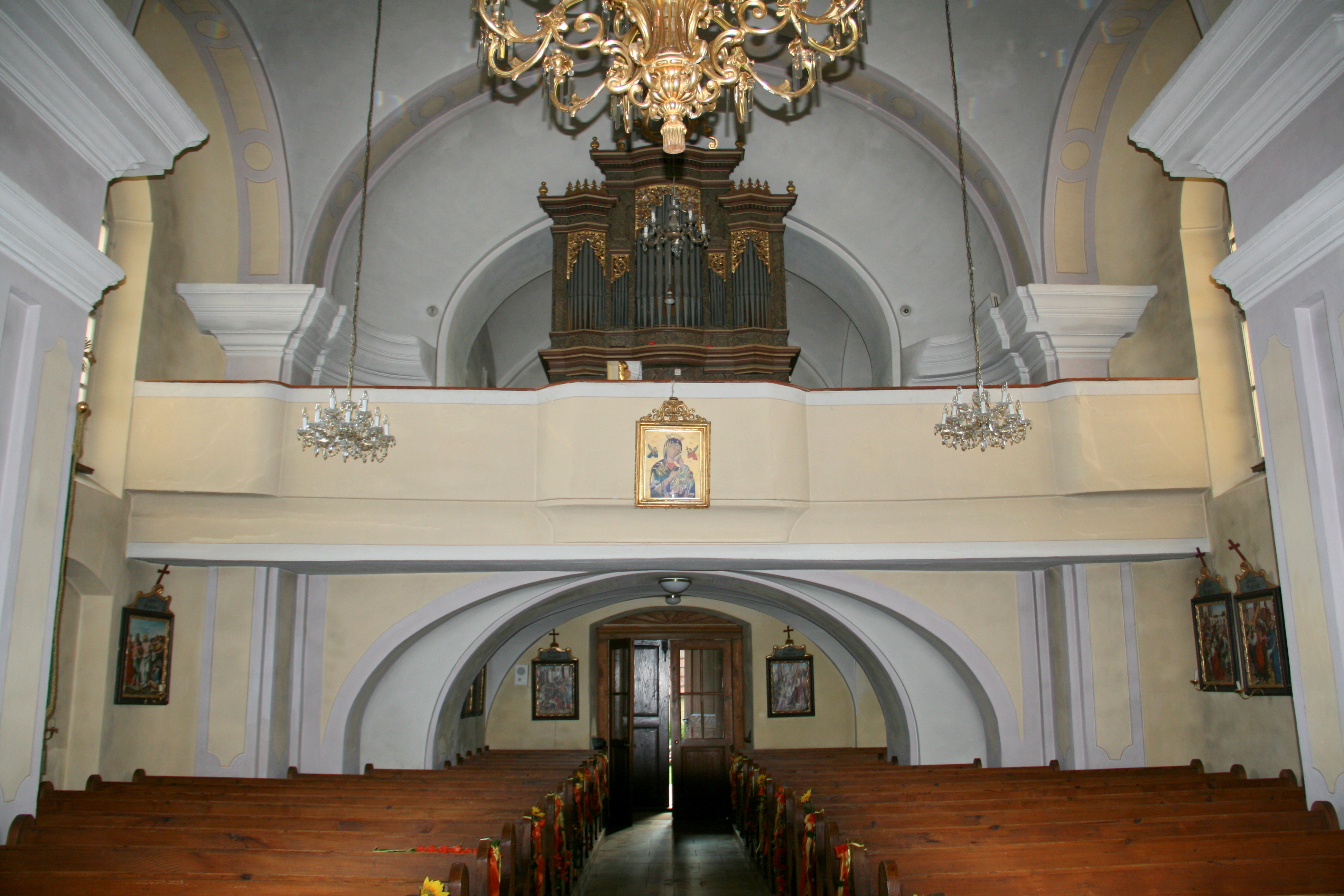
Im Langhaus zur Orgelempore

Die Pfarrkirche Schäffern steht in der Gemeinde Schäffern im Bezirk Hartberg-Fürstenfeld in der Steiermark. Die auf Peter und Paul geweihte Pfarrkirche gehört zum Dekanat Vorau der Diözese Graz-Seckau. Die Kirche und die Friedhofsmauer stehen unter Denkmalschutz (Listeneintrag).

## Geschichte
Eine Pfarre wurde urkundlich 1227 genannt.
Der Kirchenneubau entstand 1777/1778 nach den Plänen des Architekten Johann Georg Reinharter. 1930 war eine Renovierung.

## Architektur
An das zweijochige Langhaus unter Platzlgewölben auf Wandpfeilern und einem kräftigen Gesims schließt ein eingezogener einjochiger Chor mit einem Halbkreisschluss an. Die Westfront zeigt sich als Einturmfassade mit Pilastergliederung und Volutengiebel. Vom zweiten Langhausjoch ausgehend gibt es eine Frauenkapelle und eine Patritiuskapelle. Die Orgelempore ist unterwölbt.
An der Südseite des Chores stehen mehrere Grabsteine aus der zerstörten Nikolauskirche in der Elsenau: Niclas Perner gestorben 1550. Sowie die Mitglieder der Familie Rindsmaul (Adelsgeschlecht): Rupert Rindsmaul gestorben 1651, Wolff Rindsmaul gestorben 1703, Salome Rindsmaul gestorben 1742, Sigismund Rindsmaul gestorben 1756.

## Ausstattung
Die Einrichtung der Kirche ist aus der Bauzeit. Der Hochaltar zeigt ein Hochaltarbild von Philipp Carl Laubmann. Der Patritiusaltar mit einem gemalten Antependium zeigt das Oberbild Heilige Familie von Philipp Carl Laubmann (1778).
Das Orgelgehäuse aus 1808 schuf wohl Ludwig Greß, das neue Orgelwerk ist aus 1973. Eine Glocke aus dem zweiten Viertel des 13. Jahrhunderts ist die älteste Glocke der Steiermark.